# Remo Forrer
Remo Forrer (Hemberg, Cantão de São Galo; 5 de Setembro de 2001) é um cantor suíço. Em 2020, venceu a terceira temporada do programa de canto The Voice da Suíça. Representou a Suíça no Festival Eurovisão da Canção 2023, em Liverpool.

## Carreira

### 2019–2022: The Voice Suíça and I Can See Your Voice
Em Novembro de 2019, Forrer fez a audição para a 3.ª temporada do The Voice da com a canção «Someone You Loved» de Lewis Capaldi. Recebeu a confiança dos quatro treinadores na prova cega e juntou-se à equipa de Noah Veraguth, e acabou por vencer aquela temporada do programa a 6 de Abril de 2020. Forrer também participou no show de talentos «I Can See Your Voice», a versão alemã do programa sul-coreano «Cantor ou Impostor?».
| Etapa       | Canção                 | Artista original | Notas                                               |
| ----------- | ---------------------- | ---------------- | --------------------------------------------------- |
| Prova cega  | "Someone You Loved"    | Lewis Capaldi    | Quatro cadeiras viradas, juntou-se à equipa do Noah |
| Batalha     | "Say You Won't Let Go" | James Arthur     | Ganhou contra Desirée Rodenas Vazquez               |
| Tira-Teimas | "Someone You Loved"    | Lewis Capaldi    | Avançou                                             |
| Final       | "Sign of the Times"    | Harry Styles     | Vencedor                                            |

### 2023: Festival Eurovisão da Canção
A 20 de Fevereiro de 2023, Remo Forrer foi anunciado como representante da Suíça no Festival Eurovisão da Canção 2023 pela rádio e televisão helvética SRG SSR. A canção do concorrente, «Watergun», foi lançada a 7 de Março.

## Vida pessoal
Remo Forrer nasceu e vive em Hemberg, no cantão de São Galo. Desde a infância que se interessa por música, o que o levou a aprender a tocar flauta, acordeão e, mais tarde, piano, que aprendeu a tocar de ouvido. Fez um estágio como especialista de retalho numa loja de artigos desportivos.